# Dudleya saxosa
Dudleya saxosa är en fetbladsväxtart som först beskrevs av Marcus Eugene Jones, och fick sitt nu gällande namn av Britt. och Joseph Nelson Rose. Dudleya saxosa ingår i släktet Dudleya och familjen fetbladsväxter.

## Underarter
Arten delas in i följande underarter:
- D. s. aloides
- D. s. saxosa

## Bildgalleri

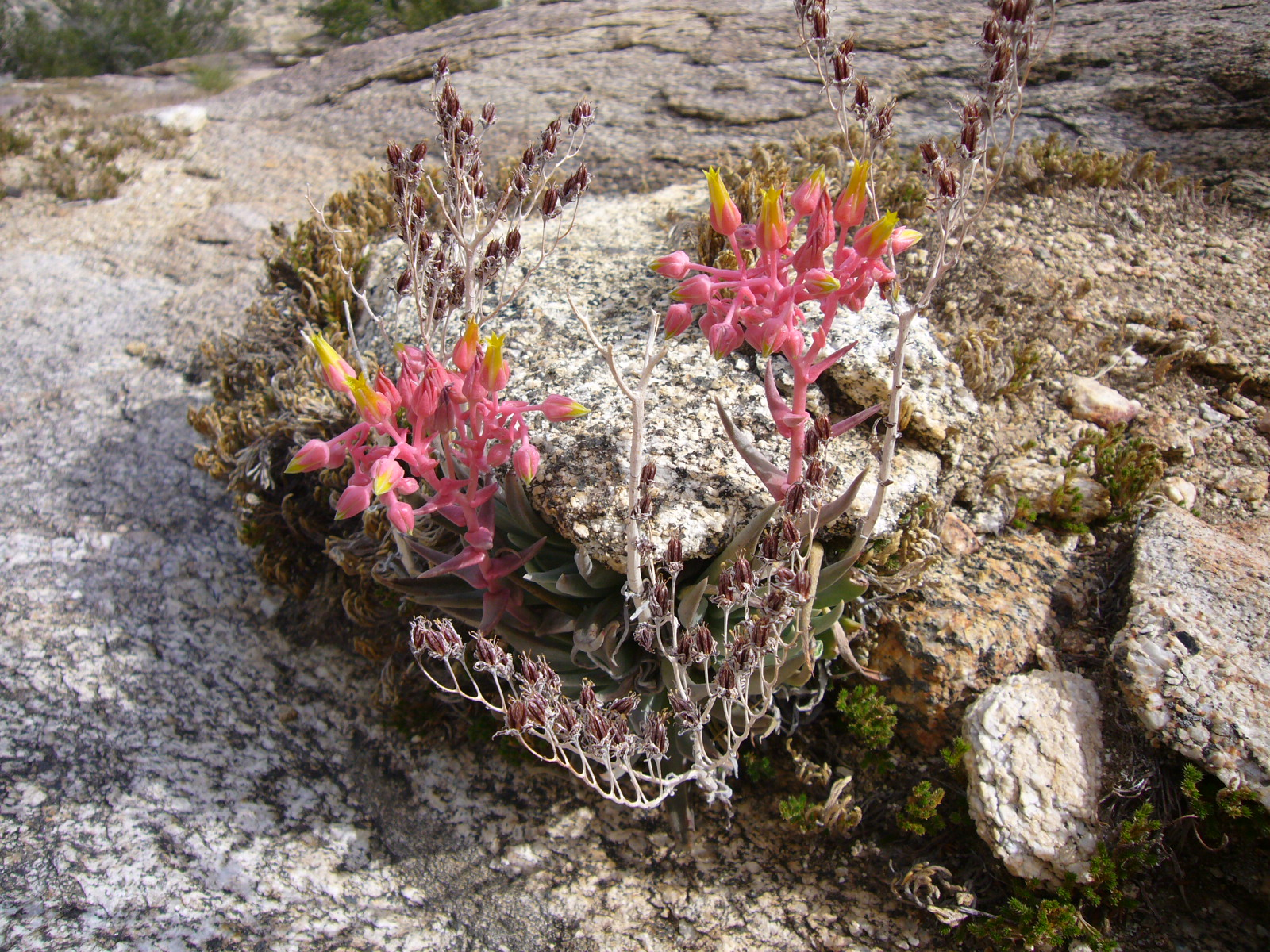
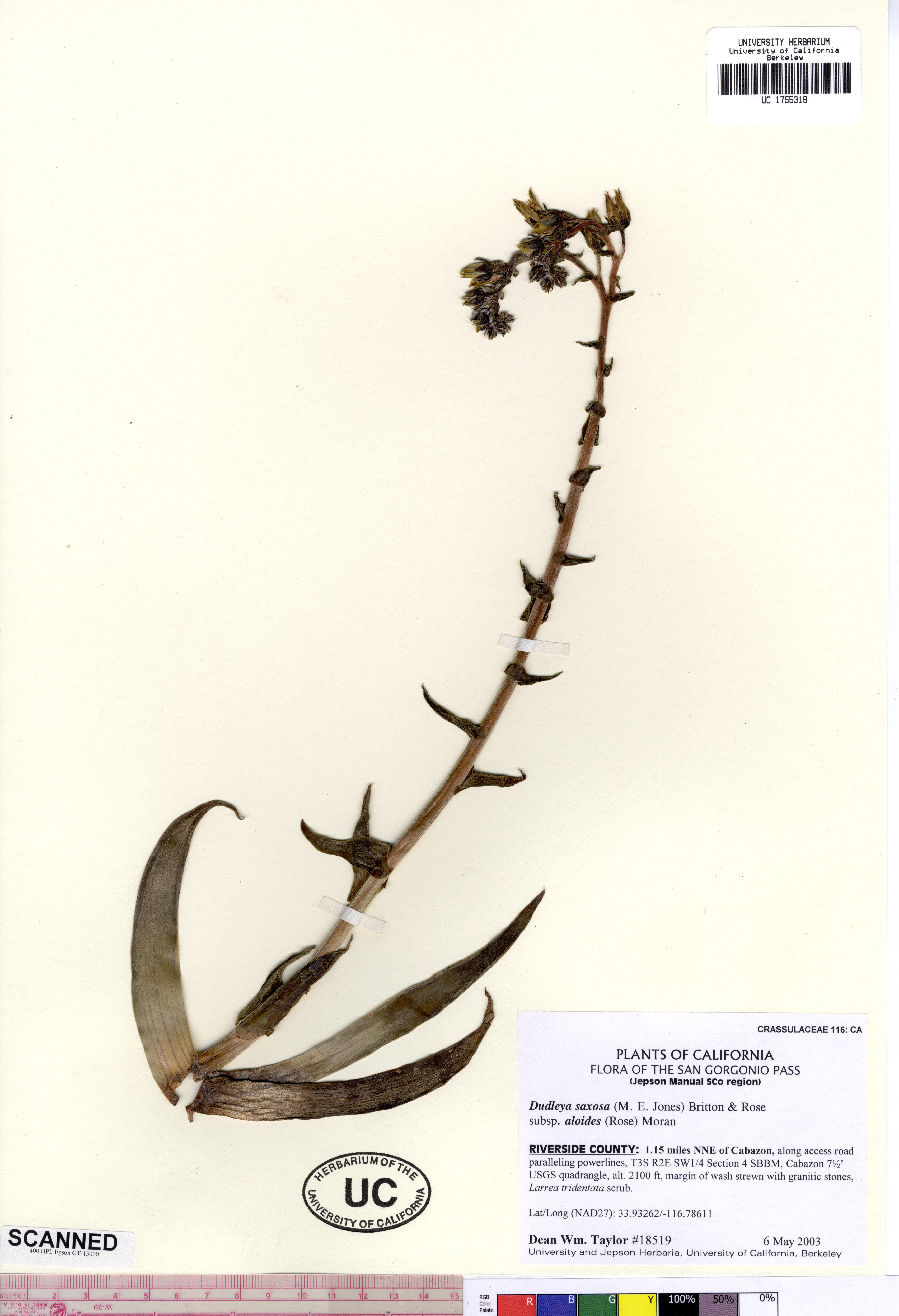
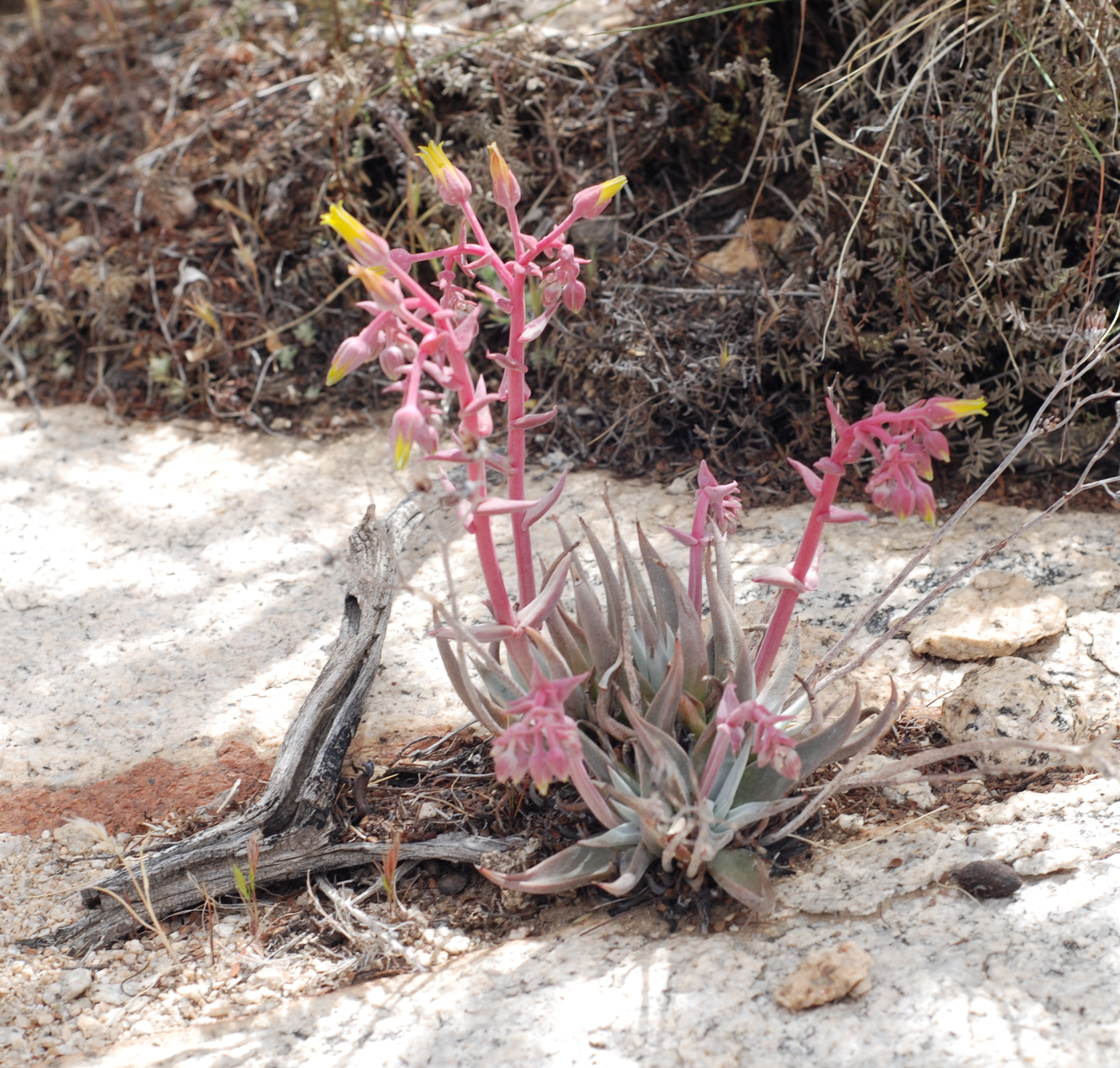
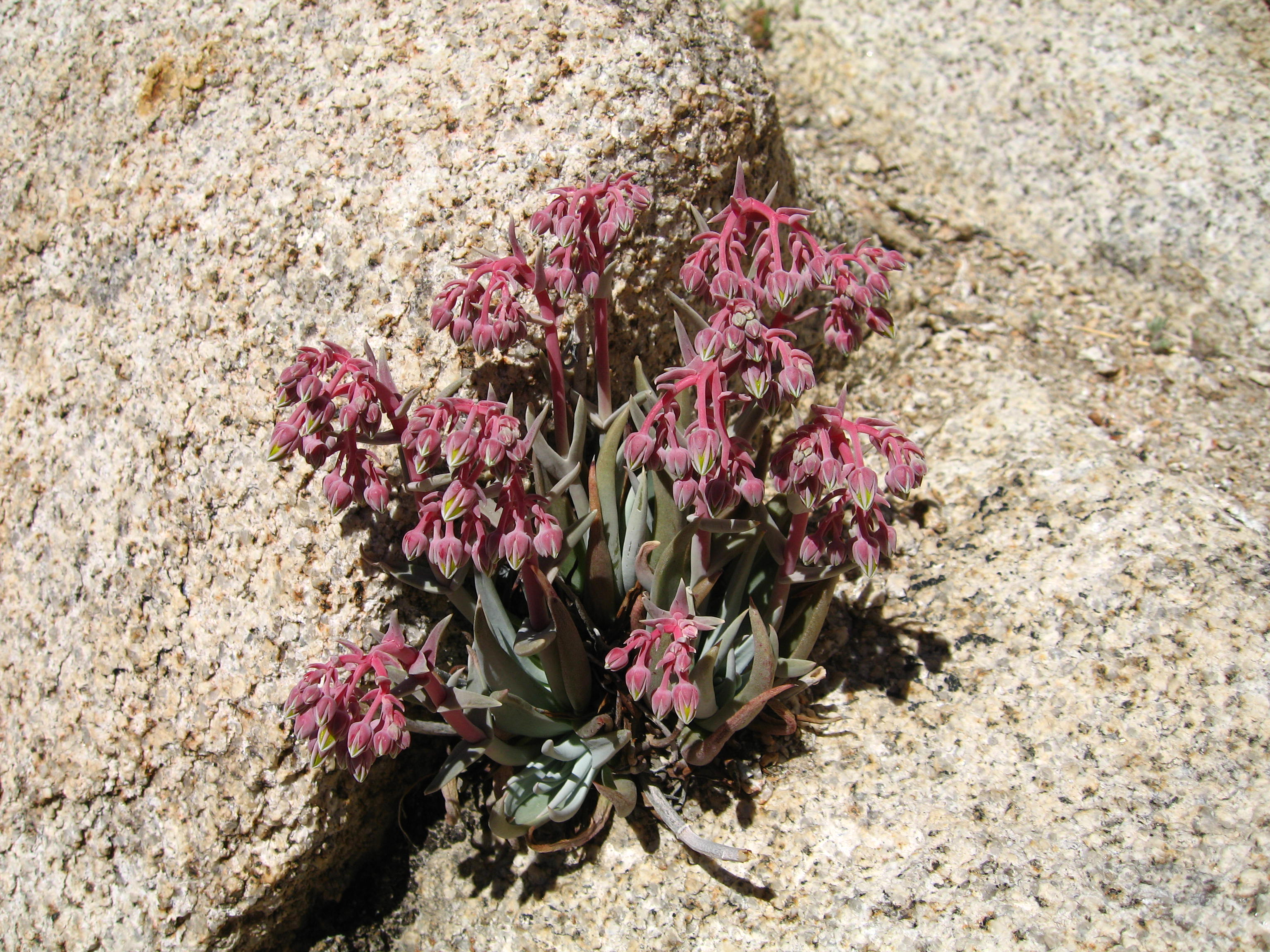